# La Maison du retour
Ne doit pas être confondu avec La Maison du retour écœurant.
La Maison du retour, est un récit de Jean-Paul Kauffmann publié le 15 février 2007 aux éditions NiL.

## Résumé
Jean-Paul Kauffmann fait dans ce livre le récit de son installation dans une maison en réparation de la Haute-Lande-Girondine, au milieu de la forêt, paysage qu'il considère tout à la fois clos et ouvert.

## Réception critique
Le livre reçoit l'année de sa parution le prix François-Mauriac de la région Aquitaine, le prix Saint-Simon, le prix Maurice-Genevoix ainsi que le prix Breizh.

## Éditions
- NiL Éditions[5], 2007,  (ISBN 978-2841113088).
- Coll. « Folio » no 4733, éditions Gallimard, 2008, 403 p.  (ISBN 9782070349111).